# Organon-Modell
Das Organon-Modell (1934) von Karl Bühler ist ein Zeichenmodell zur Veranschaulichung seines Zeichenbegriffs einer natürlichen Sprache. Es ist darüber hinaus ein Kommunikationsmodell, da Sprache hinsichtlich ihrer kommunikativen Funktion (Sprachfunktion) dargestellt wird.

## Hintergrund

### Rückgriff auf griechische Antike

Als Grundlage für seine Ausführungen diente Karl Bühler der Kratylos von Platon. In diesem bezeichnet Sokrates das Wort als Organon und damit sinngemäß die Sprache insgesamt als ein Organon (Werkzeug), mit dessen Hilfe eine Person den anderen etwas über die Dinge mitteilt.
Bühler bezeichnete dies als Dreifundamentenschema: „einer – dem anderen – über die Dinge“. Er veranschaulichte dieses Verhältnis in einem ersten groben Organon-Modell:

### Kritik am Behaviorismus
Das Organon-Modell Bühlers geht einher mit einer Kritik des „Stoffdenkens“ des „physikalistischen Behaviorismus“, der „den flatus-vocis-Nominalismus des beginnenden Mittelalters in moderner Form erneuert hat.“

## Das Modell

Das Organon-Modell

Bühler zeichnete das Organon-Modell „ein zweites Mal“. Dies ist die Darstellung hier rechts. Wenn man vom Organon-Modell Bühlers spricht, ist dieses Diagramm gemeint.
In der Darstellung haben die zeichnerischen Elemente folgende Bedeutung:
- „Der Kreis in der Mitte symbolisiert das konkrete Schallphänomen.“[4]
- Das Dreieck steht für das Zeichen. „Die Seiten des eingezeichneten Dreiecks symbolisieren […] die semantischen Funktionen des (komplexen) Sprachzeichens“ als „drei variable Momente.“[4]
- Das Zeichen steht in einer Beziehung zum Sender, zum Empfänger und zu Gegenständen und Sachverhalten.

Nach Bühlers „These von den drei Sprachfunktionen“ beruhen diese Beziehungen auf je unterschiedlichen semantischen Funktionen. Ein Sprachzeichen hat nach Bühler eine Ausdrucksfunktion, eine Appellfunktion und eine Darstellungsfunktion. Im Modell wird dies von Bühler (1934) verkürzt
- Ausdruck
- Appell
- Darstellung

genannt.
Die Ausdrucksfunktion macht ein Zeichen zum Symptom, die Appellfunktion macht es zum Signal und die Darstellungsfunktion macht es zum Symbol. Bühler sagt wörtlich: „Die Linienscharen symbolisieren die semantischen Funktionen des (komplexen) Sprachzeichens. Es ist Symbol kraft seiner Zuordnung zu Gegenständen und Sachverhalten, Symptom (Anzeichen, Indicium) kraft seiner Abhängigkeit vom Sender, dessen Innerlichkeit es ausdrückt, und Signal kraft seines Appells an den Hörer, dessen äußeres oder inneres Verhalten es steuert wie andere Verkehrszeichen.“

## Die Unterscheidung von Schallphänomen und Sprachzeichen
Bühler betont – in Abgrenzung zum Behaviorismus und unter Berufung auf den Unterschied zwischen Phonologie und Phonetik – den Unterschied zwischen dem physikalischen Schallphänomen und dem Zeichen. Dies kommt in seinem Modell bildhaft dadurch zum Ausdruck, dass das Dreieck (Zeichen) mit dem Kreis (Schallphänomen) nicht identisch ist.
Nach Bühler ist ein Zeichen sowohl mehr als auch weniger als das bloße physikalische Schallphänomen. Dies ist für Bühler Folge zweier psychischer Faktoren. Diese nennt er
- Prinzip der abstraktiven Relevanz[4]
- apperzeptive Ergänzung[4]

Das Prinzip der abstraktiven Relevanz besagt, dass ein physikalisches Phänomen, „das Sinnending, dies wahrnehmbare Etwas hic et nunc nicht mit der ganzen Fülle seiner konkreten Eigenschaften in die semantische Funktion eingehen muß“.
Dass das Dreieck über den Kreis hinausragt, deutet an, „dass das sinnlich Gegebene stets eine apperzeptive Ergänzung erfährt“.

## Die Sprachfunktionen
Das konkrete Sprechereignis bildet für Karl Bühler den Ausgangspunkt seiner Untersuchung und Bestimmung der menschlichen Sprache. In seinem Organonmodell kommt er zu der Feststellung, dass die Leistung des sprachlichen Zeichens dreifach ist:

### Die Sprachfunktionen im Einzelnen

#### Die Ausdrucksfunktion
Das Zeichen ist für Bühler in Bezug auf den Sender „Symptom (Anzeichen, Indicium)“. Dies macht das Zeichen zu einem „Ausdruck“ des Senders. Bühler bildet das Beispiel, dass die Art, wie jemand mit der Kreide etwas an die Tafel schreibt, Ausdruck seiner Persönlichkeit ist. Dies spricht dafür, dass für Bühler die Ausdrucksfunktion (auch) eine unbewusste, nicht intentionale Funktion ist.
In der Interpretation des Organon-Modells bzw. in der Rede von der Ausdrucksfunktion der Sprache wird darüber meist hinweggegangen bzw. es bleibt unklar, ob man ein Sich-Ausdrücken-Wollen verlangt. So heißt es, dass „das Ausdrücken psychischer Zustände der sprechenden Person“ eine „Grundfunktion“ sprachlicher Zeichen sei. Die Funktion eines Zeichens (i. S. v. sprachlicher Äußerung), sei es, „persönliche Gedanken und Empfindungen“ des Sprechers zum Ausdruck zu bringen, und das Zeichen sei „Symptom“, insofern es die „Innerlichkeit des Senders ausdrückt (Ausdrucksfunktion der Sprache)“. Beim Ausdruck als „Sprachfunktion [gehe es um]: Der Sprecher hat das Bedürfnis, sich auszusprechen, sich auszudrücken, sein Inneres zu offenbaren; Selbstaussprache“.
Als typisch für die Ausdrucksfunktion werden dann Beispiele wie „Wie schön!“, „Au!“ oder „Oh!“ (als Bewunderung) genannt.

#### Die Appellfunktion
Indem das Zeichen sich an den Empfänger richtet, liegt eine Appellfunktion vor. Hier wirkt ein Zeichen etwa als Signal (Auslösung), das den Empfänger zu etwas auffordert. Diese Funktion haben beispielsweise auch Warnrufe im Tierreich. Die ersten kindlichen Laute gehören ebenfalls zu den appellativen Zeichen, mit denen ein Baby etwa signalisiert, dass es gefüttert werden will.

#### Die Darstellungsfunktion
Indem das Zeichen sich auf Gegenstände oder Sachverhalte bezieht, hat es eine Darstellungsfunktion. In diesem Fall steht eine inhaltliche Information über ein Objekt im Vordergrund, die der Sender mitteilen will (z. B. in Sachtexten, Anleitungen usw.). Bei Bühler wird die Darstellungsfunktion nur referenzsemantisch dargestellt. Er hat mit der Einbeziehung der Darstellungsfunktion nicht nur den „Aspekt des Miteinander-Kommunizierens“, sondern auch den „des Über-die Dinge-Kommunizierens“ Rechnung getragen.

### Der Zusammenhang der drei Funktionen
In den Kommunikationssituationen sind immer alle drei Funktionen vorhanden. Allerdings ist im konkreten Fall immer eine der drei Funktionen gegenüber den anderen dominant. So steht z. B. im Fall von Werbung die Appellfunktion im Vordergrund.
Die Einbeziehung einer Ausdrucks- und einer Appellfunktion dient Bühler dazu, „die unbestrittene Dominanz der Darstellungsfunktion der Sprache einzugrenzen“ und zu betonen, dass Sender und Empfänger „der Sprechhandlung eigene Positionen innehaben. Sie sind nicht einfach ein Teil dessen, worüber die Mitteilung erfolgt, sondern sie sind die Austauschpartner, und darum letzten Endes ist es möglich, daß das mediale Produkt des Lautes je eine eigene Zeichenrelation zum einen und zum anderen aufweist.“
Das Organon-Modell veranschaulicht für Bühler „drei weitgehend unabhängig variable[.] Sinnbezüge“. Es sei der Fall, dass „jede der drei Relationen, jede der drei Sinnfunktionen der Sprachzeichen ein eigenes Gebiet sprachwissenschaftlicher Phänomene und Fakta eröffnet und thematisiert.“

## Das Organonmodell als Kommunikationsmodell
Im Unterschied zu anderen Zeichenmodellen ist Bühlers Modell vierstellig, es kommt in ihm gegenüber dreistelligen Modellen der Zeichenproduzent hinzu. Somit unterscheidet Bühler zwischen Sender und Empfänger und betrachtet die Sprache deshalb von vornherein als Kommunikationsmodell.
Das Bühlersche Organon-Modell gilt als „Vorläufer des informationstheoretischen Kommunikationsmodells“ und als „eines der berühmtesten Kommunikationsmodelle“.

## Kritik und Kontextualisierung

### Die Vorteile des Modells
Das Organonmodell lässt sich nicht nur heranziehen, um die Verwendung sprachlicher Zeichen zu beschreiben; man kann mit ihm auch die Verwendung von Zeichen überhaupt (also auch von nichtsprachlichen Zeichen) erläutern (vgl. den obigen Hinweis auf Warnrufe im Tierreich). Die Nutzbarkeit des Organonmodells als Modell der Verwendung aller Zeichenarten macht es für die Beschreibung von Prozessen sprachlicher Kommunikation besonders geeignet, weil in diesen Prozessen das Vorkommen sprachlicher Zeichen immer mit dem von nichtsprachlichen Zeichen gekoppelt ist. Es spielen ja, um nur ganz elementare Beispiele für diese Kopplung zu geben, in mündlicher (Sprach-)Kommunikation neben den Sprachzeichen auch die Mimik, die Gestik und die Sprechweise eine Rolle, in schriftlicher (Sprach-)Kommunikation neben den Sprachzeichen auch die Art des Schriftträgers und der benutzte Schrifttyp.

### Die Nachteile des Modells
Kritisiert wird am Bühlerschen Modell unter anderem eine Vernachlässigung des Einflusses der Redekonstellation auf die sprachliche Äußerung.
Das auf Bühler aufbauende Kommunikationsmodell von Jakobson kann zugleich als Kritik am Bühlerschen Organon-Modell aufgefasst werden.

### Kontextualisierung
In der Literatur wird betont, dass das Organonmodell nicht isoliert, sondern in Zusammenhang mit den „Axiomen“ Karl Bühlers gesehen werden müsse.